# Anampses
Anampses là một chi cá biển thuộc họ Cá bàng chài. Tất cả các loài trong chi này đều được tìm thấy trên khắp khu vực Ấn Độ Dương - Thái Bình Dương.

## Từ nguyên
Từ định danh của chi có nghĩa là "uốn cong về phía sau", hàm ý đề cập đến răng hàm hướng ngược ra sau của A. cuvier. Chi này được lập ra bởi Quoy & Gaimard, nhưng Georges Cuvier mới là người đã đặt tên cho chi này.

## Hình thái và sinh thái học
Anampses bao gồm những loài dị hình giới tính, tức cá đực và cá cái có sự khác biệt rõ rệt về kiểu hình. Chính vì sự khác biệt này mà một số loài được mô tả như một loài mới nhiều lần dựa trên kiểu hình của cá đực và cá cái.
Số gai ở vây lưng: 9; Số tia vây ở vây lưng: 12; Số gai ở vây hậu môn: 3; Số tia vây ở vây hậu môn: 12.
Anampses cũng là loài lưỡng tính tiền nữ, tức cá cái có thể chuyển đổi giới tính thành cá đực.

## Các loài
Có 12 loài được công nhận là hợp lệ trong chi này, bao gồm:
- Anampses caeruleopunctatus Rüppell, 1829
- Anampses chrysocephalus Randall, 1958
- Anampses cuvier Quoy & Gaimard, 1824
- Anampses elegans Ogilby, 1889
- Anampses femininus Randall, 1972
- Anampses geographicus Valenciennes, 1840
- Anampses lennardi Scott, 1959
- Anampses lineatus Randall, 1972
- Anampses melanurus Bleeker, 1857
- Anampses meleagrides Valenciennes, 1840
- Anampses neoguinaicus Bleeker, 1878
- Anampses twistii Bleeker, 1856

### Trích dẫn
- John E. Randall (1972). "A revision of the labrid fish genus Anampses" (PDF). Micronesica. Quyển 8 số 1–2. tr. 151–190.